# 小林和一
小林 和一（こばやし わいち、1895年（明治28年）11月25日 - 1968年（昭和43年）6月1日）は、日本の政治家、地方公務員。第5代福山市長。

## 人物
広島県福山町（現・福山市地吹町）に生まれる。1915年（大正4年）、広島県立福山誠之館中学校（現・広島県立福山誠之館高等学校）卒業。深安郡書記、大阪北区職員を勤めたあと、関西法律学校（現・関西大学）に入り、同校を卒業した。
1919年（大正8年）7月、福山市は大水害に見舞われる。帰郷を決意し、福山市役所に奉職。庶務課長、税務課長、収入役などを歴任した。
1939年（昭和14年）1月、助役に選任される。小林壽夫市長の懐刀と言われた。1944年（昭和19年）9月26日、三菱鉱業取締役会長などを務めた三谷一二が第6代市長に就任。引き続き助役として戦時体制下の行政を支え、また終戦処理に当たる。
1946年（昭和21年）3月7日、高齢を理由に三谷が辞任。同年3月29日、市会一致の推薦を受けて第7代市長に就任。
1947年（昭和22年）3月19日、公職追放により辞職。
1948年（昭和23年）に地元の財界と商店組合の出資で設立された鳩屋百貨店の社長兼会長に就任（なお同百貨店はその後天満屋に買い取られ、現在、天満屋福山店として営業している）。また、1952年（昭和26年）の第25回衆議院議員総選挙で初当選した重政誠之の後援連合会会長に就いた。1965年（昭和40年）、福山市選挙管理委員長に就任。
1968年（昭和43年）6月1日没。